# FIA-Formel-E-Meisterschaft 2019/20
Die FIA-Formel-E-Meisterschaft 2019/20 war die sechste Saison der FIA-Formel-E-Meisterschaft. Sie begann am 22. November 2019 in Diriyya und endete am 13. August 2020 in Berlin. Die Saison umfasste elf Rennen.

## Änderungen 2019/20

### Rennen
Neu im Kalender waren der Jakarta E-Prix und der Seoul E-Prix. Der London E-Prix kehrte nach drei Saisons in den Rennkalender zurück. Alle drei Rennen wurden wegen der COVID-19-Pandemie jedoch nicht durchgeführt.
Es entfielen zudem die Rennen in Berlin, Hongkong und Monaco.

### Technisches Reglement
In der Saison 2019/20 war die Verwendung von mehr als einem Motor verboten, zuvor waren auch technische Lösungen mit zwei Motoren erlaubt.

### Sportliches Reglement
Es wurde ein Zusatzpunkt für den Fahrer vergeben, der im Gruppenqualifying die schnellste Runde fuhr.
Sollte es zu einer Full-Course-Yellow oder einer Safety-Car-Phase kommen, so wurde den Fahrern für jede Minute unter diesen Bedingungen eine Kilowattstunde von den insgesamt zur Verfügung stehenden 52 kWh Gesamtenergie abgezogen.
Die Leistung der Fahrzeuge bei Nutzung des Attack-Mode erhöhte sich von 225 kW auf 235 kW. Dieser durfte zudem nicht mehr hinter dem Safety Car oder in einer Full-Course-Yellow aktiviert werden.

### Teams
Mercedes stieg in die FIA-Formel-E-Meisterschaft ein und übernahm den Startplatz von HWA Racelab. Porsche stieg als zwölftes Team in die Meisterschaft ein, das Starterfeld vergrößerte sich somit auf 24 Fahrzeuge.
Venturi trat als Mercedes-Kundenteam an. Zuvor hatte das Team vier Saisons lang einen gemeinsam mit ZF Friedrichshafen entwickelten Antrieb eingesetzt, der in der Vorsaison auch an HWA geliefert wurde.

### Fahrer
Neel Jani gab bei Porsche sein Comeback in der FIA-Formel-E-Meisterschaft. Er war in der Saison 2017/18 zwei Rennen für Dragon Racing gefahren. Sein Teamkollege wurde André Lotterer, der zuvor zwei Jahre für DS Techeetah an den Start ging.
Brendon Hartley debütierte für Dragon Racing in der Meisterschaft, zuvor hatte er gemeinsam mit Jani Testfahrten für Porsche bestritten. Er wurde Nachfolger von Maximilian Günther, der zu BMW i Andretti Motorsport wechselte. Hier ersetzte Günther António Félix da Costa, der für DS Techeetah startete. Hartleys Teamkollege bei Dragon Racing wurde Nico Müller, der zuvor Test- und Ersatzfahrer bei Audi Sport ABT Schaeffler war.
Nyck de Vries debütierte für Mercedes-Benz in der FIA-Formel-E-Meisterschaft. Er wurde Teamkollege von Stoffel Vandoorne, der in der Vorsaison für HWA gefahren war. James Calado debütierte bei Jaguar Racing in der Rennserie, er wurde Nachfolger von Alex Lynn. Ma Qinghua ersetzte Tom Dillmann bei NIO und kehrte somit als Stammfahrer in die Rennserie zurück.
Während der langen Rennpause aufgrund der COVID-19-Pandemie gab es mehrere Fahrerwechsel: René Rast ersetzte Daniel Abt nach dessen Suspendierung bei Audi Sport ABT Schaeffler, außerdem verließ Pascal Wehrlein sein Team Mahindra Racing. Als Ersatz verpflichtete das Team Lynn.
Abt seinerseits ersetzte Ma Qinghua bei NIO. Auch Hartley verließ das Dragon Racing in der Rennpause. Das Team ersetzte ihn durch Sérgio Sette Câmara.
Vor den letzten beiden Rennen gab es einen weiteren Fahrerwechsel: Tom Blomqvist ersetzte Calado, der zeitgleich bei der FIA-Langstrecken-Weltmeisterschaft antrat.

## Teams und Fahrer
Alle Teams und Fahrer verwendeten das Einheits-Chassis Spark SRT_05e sowie Reifen von Michelin.
| Bild                             | Team                                     | Fahrzeug                         | Nr.              | Fahrer                 | Rennen |
| -------------------------------- | ---------------------------------------- | -------------------------------- | ---------------- | ---------------------- | ------ |
|                                  | DS Techeetah                             | DS E-Tense FE20                  | 13               | António Félix da Costa | 1–11   |
| 25                               | DS Techeetah                             | DS E-Tense FE20                  | Jean-Éric Vergne | 1–11                   |        |
| 25                               | DS Techeetah                             | DS E-Tense FE20                  | James Rossiter   | 5                      |        |
| Audi e-tron FE06                 | Audi Sport ABT Schaeffler Formula E Team | Audi e-tron FE06                 | 11               | Lucas di Grassi        | 1–11   |
| Audi e-tron FE06                 | Audi Sport ABT Schaeffler Formula E Team | Audi e-tron FE06                 | 66               | Daniel Abt             | 1–5    |
| Audi e-tron FE06                 | Audi Sport ABT Schaeffler Formula E Team | Audi e-tron FE06                 | 66               | René Rast              | 6–11   |
|                                  | Envision Virgin Racing                   | Audi e-tron FE06                 | 02               | Sam Bird               | 1–11   |
| 04                               | Envision Virgin Racing                   | Audi e-tron FE06                 | Robin Frijns     | 1–11                   |        |
|                                  | Nissan e.dams                            | Nissan IM02                      | 22               | Oliver Rowland         | 1–11   |
| 23                               | Nissan e.dams                            | Nissan IM02                      | Sébastien Buemi  | 1–11                   |        |
| BMW iFE.20                       | BMW i Andretti Motorsport                | BMW iFE.20                       | 27               | Alexander Sims         | 1–11   |
| BMW iFE.20                       | BMW i Andretti Motorsport                | BMW iFE.20                       | 28               | Maximilian Günther     | 1–11   |
|                                  | Mahindra Racing                          | Mahindra M6Electro               | 64               | Jérôme D’Ambrosio      | 1–11   |
| 94                               | Mahindra Racing                          | Mahindra M6Electro               | Pascal Wehrlein  | 1–5                    |        |
| 94                               | Mahindra Racing                          | Mahindra M6Electro               | Alex Lynn        | 6–11                   |        |
| Jaguar I-Type IV                 | Panasonic Jaguar Racing                  | Jaguar I-Type IV                 | 20               | Mitch Evans            | 1–11   |
| Jaguar I-Type IV                 | Panasonic Jaguar Racing                  | Jaguar I-Type IV                 | 51               | James Calado           | 1–9    |
| Jaguar I-Type IV                 | Panasonic Jaguar Racing                  | Jaguar I-Type IV                 | 51               | Tom Blomqvist          | 10, 11 |
| Mercedes-Benz EQ Silver Arrow 01 | ROKiT Venturi Racing                     | Mercedes-Benz EQ Silver Arrow 01 | 19               | Felipe Massa           | 1–11   |
| Mercedes-Benz EQ Silver Arrow 01 | ROKiT Venturi Racing                     | Mercedes-Benz EQ Silver Arrow 01 | 48               | Edoardo Mortara        | 1–11   |
| Mercedes-Benz EQ Silver Arrow 01 | Mercedes-Benz EQ Formula E Team          | Mercedes-Benz EQ Silver Arrow 01 | 05               | Stoffel Vandoorne      | 1–11   |
| Mercedes-Benz EQ Silver Arrow 01 | Mercedes-Benz EQ Formula E Team          | Mercedes-Benz EQ Silver Arrow 01 | 17               | Nyck de Vries          | 1–11   |
|                                  | Geox Dragon                              | Penske EV-4                      | 06               | Brendon Hartley        | 1–5    |
| Sérgio Sette Câmara              | Geox Dragon                              | Penske EV-4                      | 06               | 6–11                   |        |
| 07                               | Geox Dragon                              | Penske EV-4                      | Nico Müller      | 1–11                   |        |
|                                  | NIO 333 FE Team                          | NIO FE-005                       | 03               | Oliver Turvey          | 1–11   |
| 33                               | NIO 333 FE Team                          | NIO FE-005                       | Ma Qinghua       | 1–5                    |        |
| 33                               | NIO 333 FE Team                          | NIO FE-005                       | Daniel Abt       | 6–11                   |        |
| Porsche 99X Electric             | TAG Heuer Porsche Formula E Team         | Porsche 99X Electric             | 18               | Neel Jani              | 1–11   |
| Porsche 99X Electric             | TAG Heuer Porsche Formula E Team         | Porsche 99X Electric             | 36               | André Lotterer         | 1–11   |

## Rennkalender

### Ursprünglicher Rennkalender
2019/20 sollten vierzehn Rennen in zwölf Städten ausgetragen werden. Am 14. Juni 2019 veröffentlichte die FIA den Rennkalender, bei dem jedoch zwei Austragungsorte fehlten. Bei einem der beiden Rennen wurde lediglich bekanntgegeben, dass es in China ausgetragen werden solle. Am 4. Oktober 2019 erfolgte die Veröffentlichung des finalen Rennkalenders, aufgrund der politischen Unruhen in Hongkong entfiel das dort geplante Rennen und wurde durch einen erneuten Lauf in Marrakesch ersetzt. Sanya wurde als Austragungsort für das Rennen in China bekanntgegeben. Außerdem kam mit Jakarta eine neue Stadt in den Rennkalender, der Termin Anfang Juni machte mehrere Verschiebungen notwendig.
| Nr. | Datum        | E-Prix (Strecke)                     |
| --- | ------------ | ------------------------------------ |
| 01  | 22. November | Diriyya E-Prix (Diriyya)             |
| 02  | 23. November | Diriyya E-Prix (Diriyya)             |
| 03  | 18. Januar   | Santiago E-Prix (Santiago)           |
| 04  | 15. Februar  | Mexiko-Stadt E-Prix (Mexiko-Stadt)   |
| 05  | 29. Februar  | Marrakesch E-Prix (Marrakesch)       |
| 06  | 21. März     | Sanya E-Prix (Sanya)                 |
| 07  | 4. April     | Rom E-Prix (Rom)                     |
| 08  | 18. April    | Paris E-Prix (Paris)                 |
| 09  | 3. Mai       | Seoul E-Prix (Seoul)                 |
| 10  | 6. Juni      | Jakarta E-Prix (Jakarta)             |
| 11  | 21. Juni     | Berlin E-Prix (Berlin)               |
| 12  | 11. Juli     | New York City E-Prix (New York City) |
| 13  | 25. Juli     | London E-Prix (London)               |
| 14  | 26. Juli     | London E-Prix (London)               |

### Überarbeiteter Rennkalender nach der COVID-19-Pandemie
Am 2. Februar 2020 gaben die Organisatoren der Rennserie bekannt, das für den 21. März 2020 geplante Rennen im chinesischen Sanya wegen der Coronavirus-Epidemie abzusagen. Man hielt sich dabei jedoch offen, das Rennen auf ein unbestimmtes Datum zu verschieben. Gleiches gilt für den am 4. April geplanten E-Prix in Rom, was am 6. März 2020 bekannt gegeben wurde.
Am 13. März 2020 entschieden die Verantwortlichen der Rennserie, die Saison für zwei Monate auszusetzen und bis Mitte Mai keine Rennen mehr auszutragen. Dies bedeutete somit auch die Absage der Rennen in Paris und Seoul. Auch sämtliche weiteren Rennen wurden in der Folge abgesagt.
Am 17. Juni gab die Rennserie bekannt, die Saison ab Anfang August fortzusetzen. Alle sechs terminierten Rennen erfolgten in Berlin auf dem Vorfeld des stillgelegten Flughafens Tempelhof. Es gab dabei drei unterschiedliche Streckenführungen, bei der jede Variante für zwei Rennen genutzt wurde. In den ersten beiden Rennen wurde weitgehend die Streckenführung aus der Vorsaison genutzt, diese wurde jedoch in umgekehrter Richtung befahren. Das dritte und vierte Rennen entsprach anschließend sowohl hinsichtlich der Fahrtrichtung als auch weitgehend hinsichtlich der Streckenführung dem Rennen aus der Vorsaison. Abschließend wurde die Streckenführung für die letzten beiden Rennen selbst noch einmal merklich abgeändert, indem zusätzliche Kurven eingebaut wurden, sodass eine Runde nun 16 statt zehn Kurven umfasste.
| Nr. | Datum        | Veranstaltung (Rennstrecke)        | Erster                                              | Zweiter                                                    | Dritter                                                    | Pole-Position                                       | Schnellste Runde                                           | Gesamtführung                                       | Gesamtführung                   |
| Nr. | Datum        | Veranstaltung (Rennstrecke)        | Erster                                              | Zweiter                                                    | Dritter                                                    | Pole-Position                                       | Schnellste Runde                                           | Fahrer                                              | Team                            |
| --- | ------------ | ---------------------------------- | --------------------------------------------------- | ---------------------------------------------------------- | ---------------------------------------------------------- | --------------------------------------------------- | ---------------------------------------------------------- | --------------------------------------------------- | ------------------------------- |
| 01. | 22. November | Diriyya E-Prix (Diriyya)           | Sam Bird (Envision Virgin Racing)                   | André Lotterer (TAG Heuer Porsche Formula E Team)          | Stoffel Vandoorne (Mercedes-Benz EQ Formula E Team)        | Alexander Sims (BMW i Andretti Motorsport)          | Daniel Abt (Audi Sport ABT Schaeffler Formula E Team)      | Sam Bird (Envision Virgin Racing)                   | Envision Virgin Racing          |
| 02. | 23. November | Diriyya E-Prix (Diriyya)           | Alexander Sims (BMW i Andretti Motorsport)          | Lucas di Grassi (Audi Sport ABT Schaeffler Formula E Team) | Stoffel Vandoorne (Mercedes-Benz EQ Formula E Team)        | Alexander Sims (BMW i Andretti Motorsport)          | António Félix da Costa (DS Techeetah)                      | Alexander Sims (BMW i Andretti Motorsport)          | Mercedes-Benz EQ Formula E Team |
| 03. | 18. Januar   | Santiago E-Prix (Santiago)         | Maximilian Günther (BMW i Andretti Motorsport)      | António Félix da Costa (DS Techeetah)                      | Mitch Evans (Panasonic Jaguar Racing)                      | Mitch Evans (Panasonic Jaguar Racing)               | Oliver Rowland (Nissan e.dams)                             | Stoffel Vandoorne (Mercedes-Benz EQ Formula E Team) | BMW i Andretti Motorsport       |
| 04. | 15. Februar  | Mexiko-Stadt E-Prix (Mexiko-Stadt) | Mitch Evans (Panasonic Jaguar Racing)               | António Félix da Costa (DS Techeetah)                      | Sébastien Buemi (Nissan e.dams)                            | André Lotterer (TAG Heuer Porsche Formula E Team)   | Alexander Sims (BMW i Andretti Motorsport)                 | Mitch Evans (Panasonic Jaguar Racing)               | BMW i Andretti Motorsport       |
| 05. | 29. Februar  | Marrakesch E-Prix (Marrakesch)     | António Félix da Costa (DS Techeetah)               | Maximilian Günther (BMW i Andretti Motorsport)             | Jean-Éric Vergne (DS Techeetah)                            | António Félix da Costa (DS Techeetah)               | Pascal Wehrlein (Mahindra Racing)                          | António Félix da Costa (DS Techeetah)               | DS Techeetah                    |
| 06  | 5. August    | Berlin E-Prix (Berlin)             | António Félix da Costa (DS Techeetah)               | André Lotterer (TAG Heuer Porsche Formula E Team)          | Sam Bird (Envision Virgin Racing)                          | António Félix da Costa (DS Techeetah)               | António Félix da Costa (DS Techeetah)                      | António Félix da Costa (DS Techeetah)               | DS Techeetah                    |
| 07  | 6. August    | Berlin E-Prix (Berlin)             | António Félix da Costa (DS Techeetah)               | Sébastien Buemi (Nissan e.dams)                            | Lucas di Grassi (Audi Sport ABT Schaeffler Formula E Team) | António Félix da Costa (DS Techeetah)               | Stoffel Vandoorne (Mercedes-Benz EQ Formula E Team)        | António Félix da Costa (DS Techeetah)               | DS Techeetah                    |
| 08  | 8. August    | Berlin E-Prix (Berlin)             | Maximilian Günther (BMW i Andretti Motorsport)      | Robin Frijns (Envision Virgin Racing)                      | Jean-Éric Vergne (DS Techeetah)                            | Jean-Éric Vergne (DS Techeetah)                     | Mitch Evans (Panasonic Jaguar Racing)                      | António Félix da Costa (DS Techeetah)               | DS Techeetah                    |
| 09  | 9. August    | Berlin E-Prix (Berlin)             | Jean-Éric Vergne (DS Techeetah)                     | António Félix da Costa (DS Techeetah)                      | Sébastien Buemi (Nissan e.dams)                            | Jean-Éric Vergne (DS Techeetah)                     | Sam Bird (Envision Virgin Racing)                          | António Félix da Costa (DS Techeetah)               | DS Techeetah                    |
| 10  | 12. August   | Berlin E-Prix (Berlin)             | Oliver Rowland (Nissan e.dams)                      | Robin Frijns (Envision Virgin Racing)                      | René Rast (Audi Sport ABT Schaeffler Formula E Team)       | Oliver Rowland (Nissan e.dams)                      | Lucas di Grassi (Audi Sport ABT Schaeffler Formula E Team) | António Félix da Costa (DS Techeetah)               | DS Techeetah                    |
| 11  | 13. August   | Berlin E-Prix (Berlin)             | Stoffel Vandoorne (Mercedes-Benz EQ Formula E Team) | Nyck de Vries (Mercedes-Benz EQ Formula E Team)            | Sébastien Buemi (Nissan e.dams)                            | Stoffel Vandoorne (Mercedes-Benz EQ Formula E Team) | Nico Müller (Geox Dragon)                                  | António Félix da Costa (DS Techeetah)               | DS Techeetah                    |

Anmerkungen
1. ↑  Daniel Abt fuhr die schnellste Runde beim ersten Rennen des Diriyya E-Prix. Da er jedoch nicht innerhalb der ersten Zehn ins Ziel kam, erhielt Mitch Evans den Bonuspunkt für die schnellste Runde.
2. ↑  Oliver Rowland fuhr die schnellste Runde beim Santiago E-Prix. Da er jedoch nicht innerhalb der ersten Zehn ins Ziel kam, erhielt Sam Bird den Bonuspunkt für die schnellste Runde.
3. ↑  Pascal Wehrlein fuhr die schnellste Runde beim Marrakesch E-Prix. Da er jedoch nicht innerhalb der ersten Zehn ins Ziel kam, erhielt Mitch Evans den Bonuspunkt für die schnellste Runde.
4. ↑  Sam Bird fuhr die schnellste Runde beim vierten Rennen des Berlin E-Prix. Da er jedoch nicht innerhalb der ersten Zehn ins Ziel kam, erhielt António Félix da Costa den Bonuspunkt für die schnellste Runde.
5. ↑  Lucas di Grassi fuhr die schnellste Runde beim fünften Rennen des Berlin E-Prix. Da er jedoch nicht innerhalb der ersten Zehn ins Ziel kam, erhielt Oliver Rowland den Bonuspunkt für die schnellste Runde.
6. ↑  Nico Müller fuhr die schnellste Runde beim sechsten Rennen des Berlin E-Prix. Da er jedoch nicht innerhalb der ersten Zehn ins Ziel kam, erhielt Sam Bird den Bonuspunkt für die schnellste Runde.

## Wertung
Die zehn erstplatzierten Fahrer jedes Rennens erhielten Punkte nach folgendem Schema:
| Platz  | 1  | 2  | 3  | 4  | 5  | 6 | 7 | 8 | 9 | 10 |   | QG | PP | SR |
| Punkte | 25 | 18 | 15 | 12 | 10 | 8 | 6 | 4 | 2 | 1  | 1 | 3  | 1  |    |

1. ↑  Schnellste Runde nach der Gruppenphase des Qualifyings

### Fahrerwertung
| Pos. | Fahrer            | DIR   | DIR  | SAN  | MEX   | MAR  | BER   | BER   | BER   | BER   | BER   | BER  | Punkte |
| ---- | ----------------- | ----- | ---- | ---- | ----- | ---- | ----- | ----- | ----- | ----- | ----- | ---- | ------ |
| 01   | A. Félix da Costa | °14°  | °10° | °2°  | °2°   | °1°  | °1°   | °1°   | °4°   | °2°   | °DNF° | °10° | 158    |
| 02   | S. Vandoorne      | °3°   | °3°  | °6°  | °NC°  | °15° | °6°   | °5°   | °DNF° | °12°  | °9°   | °1°  | 87     |
| 03   | J. Vergne         | DNF   | 8    | DNF  | 4     | 3    | NC    | 10    | 3     | 1     | 18    | 7    | 86     |
| 04   | S. Buemi          | °DNF° | °12° | 13   | 3     | 4    | 7     | 2     | 11    | 3     | 10    | 3    | 84     |
| 05   | O. Rowland        | 4     | 5    | 17   | 7     | 9    | 14    | 7     | 6     | 5     | 1     | DNF  | 83     |
| 06   | L. di Grassi      | 13    | 2    | °7°  | °6°   | °7°  | 8     | 3     | °8°   | °6°   | 21    | °6°  | 77     |
| 07   | M. Evans          | 10    | 18   | 3    | 1     | 6    | 13    | °12°  | 9     | 7     | °7°   | 11   | 71     |
| 08   | A. Lotterer       | °2°   | °14° | DSQ  | °DNF° | 8    | 2     | 5     | °5°   | 8     | °4°   | 14   | 71     |
| 09   | M. Günther        | 18    | 11   | 1    | 11    | 2    | DSQ   | DNF   | 1     | °DNF° | DNF   | 12   | 69     |
| 10   | S. Bird           | 1     | DNF  | 10   | DNF   | 10   | 3     | 6     | 13    | 11    | 20    | 5    | 63     |
| 11   | N. de Vries       | °6°   | °16° | °5°  | °DNF° | 11   | 4     | °DNF° | 18    | 4     | 14    | °2°  | 60     |
| 12   | R. Frijns         | 5     | DNF  | 15   | DSQ   | 12   | DNF   | 4     | 2     | DNS   | 2     | DNF  | 58     |
| 13   | A. Sims           | 8     | 1    | DNF  | 5     | DNF  | 9     | 19    | 10    | 13    | 11    | 13   | 49     |
| 14   | E. Mortara        | 7     | 4    | DNF  | 8     | 5    | 17    | 8     | 14    | 14    | 8     | 10   | 41     |
| 15   | R. Rast           |       |      |      |       |      | °10°  | 13    | DNF   | 16    | 3     | 4    | 29     |
| 16   | J. D’Ambrosio     | 9     | DNS  | NC   | 10    | °13° | 5     | DSQ   | 7     | 15    | 16    | 18   | 19     |
| 17   | A. Lynn           |       |      |      |       |      | 12    | 11    | 17    | 9     | 5     | 8    | 16     |
| 18   | P. Wehrlein       | 11    | 15   | 4    | 9     | °22° |       |       |       |       |       |      | 14     |
| 19   | J. Calado         | 16    | 7    | 8    | DSQ   | 16   | 15    | 20    | DNF   | 17    |       |      | 10     |
| 20   | N. Jani           | 17    | 13   | DNF  | 14    | 18   | 11    | 15    | DNF   | 19    | 6     | 15   | 08     |
| 21   | D. Abt            | DNF   | 6    | °14° | DNF   | 14   | °18°  | °16°  | °15°  | °18°  | °DNF° | °20° | 08     |
| 22   | F. Massa          | 12    | 17   | 9    | DNF   | 17   | DNF   | NC    | 19    | 10    | 13    | 16   | 03     |
| 23   | B. Hartley        | 19    | 9    | DNF  | 12    | 19   |       |       |       |       |       |      | 02     |
| 24   | O. Turvey         | 15    | DSQ  | 11   | 13    | 21   | 16    | 18    | 16    | 22    | 19    | 21   | 0      |
| 25   | N. Müller         | DNS   | DNF  | 12   | DNF   | 20   | NC    | 14    | 12    | 20    | 17    | 22   | 0      |
| 26   | T. Blomqvist      |       |      |      |       |      |       |       |       |       | 12    | 17   | 0      |
| 27   | S. Sette Camara   |       |      |      |       |      | °DSQ° | 17    | DNF   | 21    | 15    | 19   | 0      |
| 28   | Q. Ma             | 20    | 19   | 16   | DNF   | 23   |       |       |       |       |       |      | 0      |

### Teamwertung
| Pos. | Team                                     | Nr. | DIR   | DIR  | SAN  | MEX   | MAR  | BER   | BER   | BER   | BER   | BER   | BER  | Punkte |
| ---- | ---------------------------------------- | --- | ----- | ---- | ---- | ----- | ---- | ----- | ----- | ----- | ----- | ----- | ---- | ------ |
| 01   | DS Techeetah                             | 13  | °14°  | °10° | °2°  | °2°   | °1°  | °1°   | °1°   | °4°   | °2°   | °DNF° | °10° | 244    |
| 01   | DS Techeetah                             | 25  | DNF   | 8    | DNF  | 4     | 3    | NC    | 10    | 3     | 1     | 18    | 7    | 244    |
| 02   | Nissan e.dams                            | 22  | 4     | 5    | 17   | 7     | 9    | 14    | 7     | 6     | 5     | 1     | DNF  | 167    |
| 02   | Nissan e.dams                            | 23  | °DNF° | °12° | 13   | 3     | 4    | 7     | 2     | 11    | 3     | 10    | 3    | 167    |
| 03   | Mercedes-Benz EQ Formula E Team          | 05  | °3°   | °3°  | °6°  | °NC°  | °15° | °6°   | °5°   | °DNF° | °12°  | °9°   | °1°  | 147    |
| 03   | Mercedes-Benz EQ Formula E Team          | 17  | °6°   | °16° | °5°  | °DNF° | 11   | 4     | °DNF° | 18    | 4     | 14    | °2°  | 147    |
| 04   | Envision Virgin Racing                   | 02  | 1     | DNF  | 10   | DNF   | 10   | 3     | 6     | 13    | 11    | 20    | 5    | 121    |
| 04   | Envision Virgin Racing                   | 04  | 5     | DNF  | 15   | DSQ   | 12   | DNF   | 4     | 2     | DNS   | 2     | DNF  | 121    |
| 05   | BMW i Andretti Motorsport                | 27  | 8     | 1    | DNF  | 5     | DNF  | 9     | 19    | 10    | 13    | 11    | 13   | 118    |
| 05   | BMW i Andretti Motorsport                | 28  | 18    | 11   | 1    | 11    | 2    | DSQ   | DNF   | 1     | °DNF° | DNF   | 12   | 118    |
| 06   | Audi Sport ABT Schaeffler Formula E Team | 11  | 13    | 2    | °7°  | °6°   | °7°  | 8     | 3     | °8°   | °6°   | 21    | °6°  | 114    |
| 06   | Audi Sport ABT Schaeffler Formula E Team | 66  | DNF   | 6    | °14° | DNF   | 14   | °10°  | 13    | DNF   | 16    | 3     | 4    | 114    |
| 07   | Panasonic Jaguar Racing                  | 20  | 10    | 18   | 3    | 1     | 6    | 13    | °12°  | 9     | 7     | °7°   | 11   | 81     |
| 07   | Panasonic Jaguar Racing                  | 51  | 16    | 7    | 8    | DSQ   | 16   | 15    | 20    | DNF   | 17    | 12    | 17   | 81     |
| 08   | TAG Heuer Porsche Formula E Team         | 18  | 17    | 13   | DNF  | 14    | 18   | 11    | 15    | DNF   | 19    | 6     | 15   | 79     |
| 08   | TAG Heuer Porsche Formula E Team         | 36  | °2°   | °14° | DSQ  | °DNF° | 8    | 2     | 9     | °5°   | 8     | °4°   | 14   | 79     |
| 09   | Mahindra Racing                          | 64  | 9     | DNS  | NC   | 10    | °13° | 5     | DSQ   | 7     | 15    | 16    | 18   | 49     |
| 09   | Mahindra Racing                          | 94  | 11    | 15   | 4    | 9     | °22° | 12    | 11    | 17    | 9     | 5     | 8    | 49     |
| 10   | ROKiT Venturi Racing                     | 19  | 12    | 17   | 9    | DNF   | 17   | DNF   | NC    | 19    | 10    | 13    | 16   | 44     |
| 10   | ROKiT Venturi Racing                     | 48  | 7     | 4    | DNF  | 8     | 5    | 11    | 8     | 14    | 14    | 8     | 10   | 44     |
| 11   | Geox Dragon                              | 06  | 19    | 9    | DNF  | 12    | 19   | °DSQ° | 11    | DNF   | 21    | 15    | 19   | 02     |
| 11   | Geox Dragon                              | 07  | DNS   | DNF  | 12   | DNF   | 20   | NC    | 14    | 12    | 20    | 17    | 22   | 02     |
| 12   | NIO 333 FE Team                          | 03  | 15    | DSQ  | 11   | 13    | 21   | 16    | 18    | 16    | 22    | 19    | 21   | 0      |
| 12   | NIO 333 FE Team                          | 33  | 20    | 19   | 16   | DNF   | 23   | °18°  | °16°  | °15°  | °18°  | °DNF° | °20° | 0      |

### Legende
| Legende                      | Legende       | Legende                                                                 |
| Farbe                        | Abkürzung     | Bedeutung                                                               |
| ---------------------------- | ------------- | ----------------------------------------------------------------------- |
| Gold                         | —             | Sieger                                                                  |
| Silber                       | —             | 2. Platz                                                                |
| Bronze                       | —             | 3. Platz                                                                |
| Grün                         | —             | Platzierung in den Punkten                                              |
| Blau                         | —             | Klassifiziert außerhalb der Punkteränge                                 |
| Violett                      | DNF           | Rennen nicht beendet                                                    |
| Violett                      | NC            | nicht klassifiziert                                                     |
| Rot                          | DNQ           | nicht qualifiziert                                                      |
| Schwarz                      | DSQ           | disqualifiziert                                                         |
| Weiß                         | DNS           | nicht am Start                                                          |
| Weiß                         | WD            | zurückgezogen                                                           |
| Weiß                         | C             | Rennen abgesagt                                                         |
| Blanko                       |               | nicht teilgenommen                                                      |
| Blanko                       | DNP           | gemeldet, aber nicht teilgenommen                                       |
| Blanko                       | INJ           | verletzt oder krank                                                     |
| Blanko                       | EX            | ausgeschlossen                                                          |
| sonstige Formate und Zeichen | P/fett        | Pole-Position                                                           |
| sonstige Formate und Zeichen | kursiv        | Schnellste Rennrunde (ab 2017/18: Schnellste Rennrunde der ersten Zehn) |
| sonstige Formate und Zeichen | unterstrichen | Führender in der Gesamtwertung                                          |
| sonstige Formate und Zeichen | °             | FanBoost                                                                |
| sonstige Formate und Zeichen | *             | nicht im Ziel, aufgrund der zurückgelegten Distanz aber gewertet        |
| sonstige Formate und Zeichen | ( )           | Streichresultat                                                         |

## E-Sports
Als Ersatz für die entfallenen oder verschobenen Rennen wurde die Formula E Race at Home Challenge ins Leben gerufen. Es fanden jeweils Rennen für die Stammfahrer der Formel E, bei denen der Großteil des aktuellen Starterfelds teilnahm, und für sogenannte Challenger statt. Es handelte sich hierbei um die schnellsten Fahrer, die sich in den Tagen vor dem Rennen mit einer schnellen Rundenzeit online qualifizieren konnten und eingeladene Persönlichkeiten sowie Ersatzfahrer der Serie und Rennfahrer anderer Serien. Gefahren wurde auf der Plattform rFactor 2. Die Rennen fanden in einem Ausscheidungsmodus statt, bei dem solange jeweils nach einer absolvierten Runde der Letztplatzierte ausschied, bis nur noch zwölf Fahrer im Rennen waren, die um den Sieg kämpften. Der Erlös, der dabei generiert wurde, kam der UNICEF zugute.
Beim fünften Rennen auf der Formel-E-Rennstrecke Berlin (Tempelhof) wurde Daniel Abt disqualifiziert, da er den professionellen E-Sports-Fahrer Lorenz Hörzing an seiner Stelle fahren ließ. Außerdem verpflichtete er sich, 10.000 Euro an eine Wohltätigkeitsorganisation seiner Wahl zu spenden. Wenige Tage darauf wurde er von seinem Team Audi Sport ABT Schaeffler mit sofortiger Wirkung suspendiert.
Stoffel Vandoorne gewann die Gesamtwertung der Formel-E-Fahrer, Kevin Siggy die der sogenannten Challenger.

### Kalender
| Rennen | Strecke                                         | Datum     |
| ------ | ----------------------------------------------- | --------- |
| 0      | Circuit de Monaco (Testrennen)                  | 18. April |
| 1      | Hong Kong Central Harbourfront Circuit          | 25. April |
| 2      | Lester Electric Docks Circuit (fiktive Strecke) | 2. Mai    |
| 3      | Circuit de Monaco                               | 9. Mai    |
| 4      | Hong Kong Central Harbourfront Circuit          | 16. Mai   |
| 5      | Formel-E-Rennstrecke Berlin (Tempelhof)         | 23. Mai   |
| 6      | Formel-E-Rennstrecke New York City              | 30. Mai   |
| 7      | Formel-E-Rennstrecke New York City              | 6. Juni   |
| 8      | Formel-E-Rennstrecke Berlin (Tempelhof)         | 7. Juni   |